# 竹山健二
竹山 健二（たけやま けんじ）は、日本の公認会計士。新日本監査法人理事長や、大阪市包括外部監査人などを務めた。

## 人物・経歴
大阪市立天王寺商業高等学校を経て、1966年大阪市立大学商学部卒業。公認会計士となり、監査法人太田昭和センチュリー理事長を経て、新日本監査法人理事長を務め、りそな銀行国有化への対応などにあたった。大阪市包括外部監査人、国立循環器病研究センター監事、相愛学園監事等も歴任した。

## 著書
- 『トップマネジメントの意思決定援助』（中道信広と共著）ぎょうせい 1985年